# Persone di cognome Wood
| Questa pagina contiene informazioni ricavate automaticamente dalle voci biografiche con l'ausilio del template Bio e di un bot. L'aggiornamento è periodico e automatico e ricostruisce completamente la pagina. Se manca una persona in questa lista, sei pregato di non aggiungerla, ma accertati piuttosto che la sua voce biografica contenga il template Bio e che i dati anagrafici siano correttamente compilati. Se il template Bio manca, inseriscilo tu stesso o, in alternativa, metti l'avviso {{tmp\|Bio}} che ne segnala la mancanza. Se i dati riportati sono sbagliati, correggi direttamente la voce biografica; le modifiche saranno visibili in questa lista entro pochi giorni. Per chiarimenti vedi il progetto antroponimi. La lista contiene solo le 132 persone che sono citate nell'enciclopedia e per le quali è stato implementato correttamente il template Bio. Pagina aggiornata al 23 lug 2025. |

Questa è una lista di persone presenti nell'enciclopedia che hanno il cognome Wood, suddivise per attività principale.

## Allenatori di calcio(2)
- Jeff Wood, allenatore di calcio e ex calciatore inglese (Islington, n. 1954)
- Ray Wood, allenatore di calcio e calciatore inglese (Hebburn, n. 1931 - Bexhill-on-Sea, † 2002)

## Animatori(1)
- Ivor Wood, animatore, regista e produttore televisivo britannico (Leeds, n. 1932 - Londra, † 2004)

## Archeologi(2)
- John Turtle Wood, archeologo britannico (n. 1821 - † 1890)
- Robert Wood, archeologo e politico britannico (n. 1717 - † 1771)

## Architetti(3)
- Edgar Wood, architetto inglese (Middleton, n. 1860 - Montecalvario, † 1935)
- John Wood il Vecchio, architetto britannico (Twerton, n. 1704 - Bath, † 1754)
- John Wood il Giovane, architetto britannico (Bath, n. 1728 - Batheaston, † 1782)

## Artiste(1)
- Beatrice Wood, artista, ceramista e attrice statunitense (San Francisco, n. 1893 - Ojai, † 1998)

## Artisti marziali misti(1)
- Nathaniel Wood, artista marziale misto inglese (Londra, n. 1993)

## Astronomi(1)
- Harry Edwin Wood, astronomo sudafricano (Manchester, n. 1881 - † 1946)

## Attivisti(1)
- John Wood, attivista statunitense (San Francisco, n. 1964)

## Attori(9)
- Chris Wood, attore statunitense (Dublin, n. 1988)
- Elijah Wood, attore e doppiatore statunitense (Cedar Rapids, n. 1981)
- Frank Wood, attore statunitense (n. 1960)
- George Wood, attore statunitense (Forrest City, n. 1919 - Macon, † 2000)
- George Wood, attore, cantante e scrittore britannico (Manchester, n. 1981)
- Jake Wood, attore inglese (Westminster, n. 1972)
- John Wood, attore britannico (Derbyshire, n. 1930 - Chipping Campden, † 2011)
- Ty Wood, attore e modello canadese (Winnipeg, n. 1995)
- Ward Wood, attore e produttore televisivo statunitense (Los Angeles, n. 1924 - Santa Monica, † 2001)

## Attrici(10)
- April Clough, attrice e cantante statunitense (Filadelfia, n. 1953)
- Aimee Lou Wood, attrice britannica (Stockport, n. 1994)
- Anna Wood, attrice e modella statunitense (Carolina del Nord, n. 1985)
- Bebe Wood, attrice statunitense (Kansas City, n. 2001)
- Evan Rachel Wood, attrice statunitense (Raleigh, n. 1987)
- Judith Wood, attrice statunitense (New York City, n. 1906 - Los Angeles, † 2002)
- Lana Wood, attrice e produttrice televisiva statunitense (Santa Monica, n. 1946)
- Natalie Wood, attrice statunitense (San Francisco, n. 1938 - Isola di Santa Catalina, † 1981)
- Peggy Wood, attrice e cantante statunitense (Brooklyn, n. 1892 - Stamford, † 1978)
- Yolanda Wood, attrice statunitense

## Botanici(2)
- Alphonso Wood, botanico statunitense (Chesterfield, n. 1810 - West Farms, † 1881)
- John Medley Wood, botanico sudafricano (Mansfield, n. 1827 - Durban, † 1915)

## Calciatori(13)
- Alexander Wood, calciatore scozzese (Lochgelly, n. 1907 - Gary, † 1987)
- Alf Wood, calciatore inglese (Macclesfield, n. 1945 - † 2020)
- A.J. Wood, ex calciatore statunitense (Pittsburgh, n. 1973)
- Bobby Wood, calciatore statunitense (Honolulu, n. 1992)
- Chris Wood, calciatore neozelandese (Auckland, n. 1991)
- Dougie Wood, calciatore e allenatore di calcio scozzese (Musselburgh, n. 1940 - † 2022)
- George Wood, ex calciatore scozzese (Douglas, n. 1952)
- Ian Wood, ex calciatore inglese (Radcliffe, n. 1948)
- Jamie Wood, ex calciatore britannico (Salford, n. 1978)
- Richard Wood, calciatore inglese (Ossett, n. 1985)
- Steve Wood, ex calciatore inglese (Bracknell, n. 1963)
- Theron Wood, calciatore britannico (n. 1990)
- Thomas Wood, calciatore britannico (n. 1982)

## Canoiste(1)
- Anna Wood, ex canoista olandese (Roermond, n. 1966)

## Canoisti(1)
- Steven Wood, canoista australiano (Brisbane, n. 1961 - Brisbane, † 1995)

## Canottieri(1)
- Merv Wood, canottiere australiano (n. 1917 - Sydney, † 2006)

## Cantanti(4)
- Andrew Wood, cantante e bassista statunitense (Columbus, n. 1966 - Seattle, † 1990)
- Bill Wood, cantante statunitense (Baltimora, n. 1938 - Boulder, † 2024)
- Roy Wood, cantante, bassista e polistrumentista britannico (Birmingham, n. 1946)
- Tiffani Wood, cantante australiana (Newcastle, n. 1977)

## Cantautori(2)
- Brent Faiyaz, cantautore statunitense (Columbia, n. 1995)
- Will Wood, cantautore, compositore e regista statunitense (Glen Rock, n. 1993)

## Cestisti(10)
- Al Wood, ex cestista statunitense (Gray, n. 1958)
- Bob Wood, cestista statunitense (Lafarge, n. 1921 - Roscoe, † 2014)
- Howard Wood, ex cestista statunitense (Southampton, n. 1959)
- Sonny Wood, cestista statunitense (Birmingham, n. 1922 - New York, † 1970)
- Brandon Wood, cestista statunitense (Kokomo, n. 1989)
- Christian Wood, cestista statunitense (Long Beach, n. 1995)
- Connor Wood, ex cestista canadese (Guelph, n. 1993)
- DaShaun Wood, ex cestista statunitense (Detroit, n. 1985)
- David Wood, ex cestista statunitense (Spokane, n. 1964)
- Jeremiah Wood, cestista statunitense (Akron, n. 1985)

## Chitarristi(1)
- Ronnie Wood, chitarrista, bassista e pittore britannico (Londra, n. 1947)

## Cicliste su strada(2)
- Alice Wood, ex ciclista su strada e ex ciclocrossista britannica (Northampton, n. 1995)
- Oenone Wood, ex ciclista su strada australiana (Newcastle, n. 1980)

## Ciclisti su strada(1)
- Harrison Wood, ciclista su strada britannico (Torquay, n. 2000)

## Comiche(1)
- Victoria Wood, comica, attrice e cantante britannica (Prestwich, n. 1953 - Londra, † 2016)

## Critici letterari(1)
- Michael Wood, critico letterario e saggista inglese (Lincoln, n. 1936)

## Diplomatici(1)
- W. A. R. Wood, diplomatico e storico britannico (Blundellsands, n. 1878 - Chiang Mai, † 1970)

## Direttori d'orchestra(1)
- Henry Wood, direttore d'orchestra inglese (Londra, n. 1869 - Hitchin, † 1944)

## Direttori della fotografia(1)
- Oliver Wood, direttore della fotografia britannico (Londra, n. 1942 - Los Angeles, † 2023)

## Fisici(1)
- Robert Williams Wood, fisico e inventore statunitense (Concord, n. 1868 - Amityville, † 1955)

## Fumettisti(5)
- Ashley Wood, fumettista e illustratore australiano (n. 1971)
- Brian Wood, fumettista e scrittore statunitense (Essex Junction, n. 1972)
- Dave Wood, fumettista e scrittore statunitense
- Robin Wood, fumettista paraguaiano (Colonia Nueva Australia, n. 1944 - Encarnación, † 2021)
- Wally Wood, fumettista, disegnatore e editore statunitense (Menahga, n. 1927 - Los Angeles, † 1981)

## Generali(1)
- Thomas John Wood, generale statunitense (Munfordville, n. 1823 - Dayton, † 1906)

## Giocatori di baseball(1)
- Alex Wood, giocatore di baseball statunitense (Charlotte, n. 1991)

## Giocatori di football americano(1)
- Eric Wood, ex giocatore di football americano statunitense (Cincinnati, n. 1986)

## Golfisti(1)
- Warren Wood, golfista statunitense (Chicago, n. 1887 - Pelham Manor, † 1926)

## Illustratori(1)
- Thomas W. Wood, illustratore e ornitologo inglese (Londra, n. 1839 - Londra, † 1910)

## Imprenditori(1)
- Ian Wood, imprenditore scozzese (Aberdeen, n. 1942)

## Infermiere(1)
- Catherine Jane Wood, infermiera britannica (Londra, n. 1841 - Hartfield, † 1930)

## Ingegneri(1)
- Nicholas Wood, ingegnere inglese (n. 1795 - † 1865)

## Inventori(1)
- Garfield Wood, inventore, imprenditore e pilota motonautico statunitense (Mapleton, n. 1880 - Miami, † 1971)

## Lottatori(1)
- Billy Wood, lottatore britannico (Camberwell, n. 1886 - Dulwich, † 1971)

## Medici(1)
- Leonard Wood, medico, generale e politico statunitense (Winchester, n. 1860 - Boston, † 1927)

## Militari(1)
- Henry Evelyn Wood, militare britannico (Cressing, n. 1838 - Harlow, † 1919)

## Montatori(2)
- Craig Wood, montatore australiano (Sydney)
- Matthew Wood, montatore statunitense (Walnut Creek, n. 1972)

## Musicisti(1)
- Chris Wood, musicista, flautista e sassofonista britannico (Birmingham, n. 1944 - Birmingham, † 1983)

## Nuotatori(1)
- Allan Wood, nuotatore australiano (Wollongong, n. 1943 - Città di Gold Coast, † 2022)

## Nuotatrici(2)
- Abbie Wood, nuotatrice britannica (Buxton, n. 1999)
- Carolyn Wood, ex nuotatrice statunitense (Portland, n. 1945)

## Pallavoliste(1)
- Anicia Wood, pallavolista barbadiana (Bridgetown, n. 1985)

## Pattinatori artistici su ghiaccio(1)
- Timothy Wood, ex pattinatore artistico su ghiaccio statunitense (Highland Park, n. 1948)

## Piloti automobilistici(1)
- Glen Wood, pilota automobilistico e dirigente sportivo statunitense (Stuart, n. 1925 - Patrick, † 2019)

## Piloti motociclistici(1)
- Tommy Wood, pilota motociclistico britannico (n. 1912 - Isola di Wight, † 2003)

## Pistard(1)
- Oliver Wood, pistard e ciclista su strada britannico (Wakefield, n. 1995)

## Pittori(2)
- Grant Wood, pittore statunitense (Anamosa, n. 1891 - Iowa City, † 1942)
- Christopher Wood, pittore britannico (Knowsley, n. 1901 - Salisbury, † 1930)

## Politiche(1)
- Leanne Wood, politica gallese (Llwynypia, n. 1971)

## Politici(4)
- Edward Wood, I conte di Halifax, politico britannico (Powderham Castle, n. 1881 - Garrowby Hall, † 1959)
- Fernando Wood, politico e mercante statunitense (Filadelfia, n. 1812 - Hot Springs, † 1881)
- Kingsley Wood, politico britannico (Londra, n. 1881 - Londra, † 1943)
- James Wood, politico e militare statunitense (Winchester, n. 1747 - † 1813)

## Registi(3)
- Ed Wood, regista, sceneggiatore e produttore cinematografico statunitense (Poughkeepsie, n. 1924 - Los Angeles, † 1978)
- Martin Wood, regista canadese
- Sam Wood, regista statunitense (Filadelfia, n. 1883 - Los Angeles, † 1949)

## Registi teatrali(1)
- Peter Wood, regista teatrale britannico (Colyton, n. 1925 - Batcombe, † 2016)

## Religiosi(1)
- Charles Wood, II visconte Halifax, religioso inglese (Londra, n. 1839 - Hickleton, † 1934)

## Rugbisti a 15(3)
- Tom Wood, rugbista a 15 britannico (Coventry, n. 1986)
- Keith Wood, ex rugbista a 15, imprenditore e giornalista irlandese (Killaloe, n. 1972)
- Martyn Wood, rugbista a 15 e allenatore di rugby a 15 britannico (Harrogate, n. 1975)

## Scenografi(1)
- Charles Wood, scenografo e effettista statunitense

## Scrittori(1)
- Christopher Wood, scrittore e sceneggiatore britannico (Londra, n. 1935 - † 2015)

## Scrittrici(4)
- Barbara Wood, scrittrice britannica (Warrington, n. 1947)
- Charlotte Wood, scrittrice australiana (Cooma, n. 1965)
- Ellen Wood, scrittrice britannica (Worcester, n. 1814 - Londra, † 1887)
- Naomi Wood, scrittrice britannica (Liverpool, n. 1983)

## Scultrici(1)
- Elizabeth Wyn Wood, scultrice canadese (Orillia, n. 1903 - Willowdale, † 1966)

## Storiche(1)
- Ellen Meiksins Wood, storica statunitense (New York, n. 1942 - Ottawa, † 2016)

## Storici(1)
- Michael Wood, storico britannico (Manchester, n. 1948)

## Tenniste(1)
- Clare Wood, ex tennista britannica (Zululand, n. 1968)

## Tennisti(1)
- Sidney Wood, tennista statunitense (Bridgeport, n. 1911 - Palm Beach, † 2009)

## Teologi(1)
- Leon J. Wood, teologo e biblista statunitense (n. 1918 - † 1977)

## Velisti(1)
- Arthur Wood, velista britannico (n. 1875 - † 1939)

## Violinisti(1)
- Mark Wood, violinista e compositore statunitense (Port Washington, n. 1957)